# هيتومي (ديد أور ألايف)
هيتومي هي شخصية خيالية من سلسلة ألعاب ديد أور ألايف. ظهرت لأول مرة في الجزء الثالث، هيتومي فتاة من أب ألماني وأم يابانية، تتقن الفن القتالي الكراتيه، قام بأداء صوت هيتومي الياباني: يوي هوريه، والصوت الإنجليزي: إيدن ريجل.